# Électrode (biologie)
Pour l’article homonyme, voir électrode.
 (février 2025).
Si vous disposez d'ouvrages ou d'articles de référence ou si vous connaissez des sites web de qualité traitant du thème abordé ici, merci de compléter l'article en donnant les références utiles à sa vérifiabilité et en les liant à la section « Notes et références ».
Principalement en neurobiologie, une électrode est un dispositif permettant de mesurer un différentiel de potentiel électrique entre deux points d'un système biologique, par exemple entre l'extérieur et l'intérieur d'un neurone (électrode intracellulaire), ou entre la proximité d'un neurone et un point de référence (électrode extracellulaire). On mesure généralement le potentiel électrique entre l’extrémité de l’électrode (la pointe) et une masse, ces deux éléments étant connectés à travers un amplificateur différentiel qui effectue la mesure de la différence de potentiel entre ces deux points.
On compte différents types d’électrode, en fonction de l’échelle du signal qu’on veut enregistrer, en fonction de la position par rapport à la membrane de la cellule (dans le cas d’un enregistrement à échelle cellulaire), et enfin en fonction du nombre et de l’organisation spatiale de groupes d’électrodes qu’on combine dans un même enregistrement.

## Position par rapport à la membrane de la cellule
Le potentiel électrique trans-membranaire particulier aux neurones se construit de part et d'autre de la membrane cellulaire. Ainsi, il est possible de mesurer le champ électrique généré par un neurone depuis l'extérieur de la cellule (enregistrement 'extracellulaire') ou bien depuis l'intérieur de la cellule (enregistrement 'intracellulaire'). Le type de signal enregistré à l'intérieur de la cellule est très différent de celui qui est enregistré depuis l'extérieur. Parmi les nombreuses différences qu'on peut compter :
- depuis l'intérieur de la cellule (enregistrement intracellulaire), il est possible d'enregistrer l'ensemble des fluctuations électriques de la membrane cellulaire (y compris celles qui ne conduisent pas à des potentiels d'action). Au contraire, seuls les potentiels d'action sont enregistrés par les électrodes extracellulaires. Pour effectuer des enregistrements intracellulaires, on peut utiliser deux types d'électrodes : des électrodes de patch-clamp, en verre, et dont la pointe percée se scelle de façon très hermétique à la membrane de la cellule enregistrée ; ou bien des électrodes sharp (en verre également), dont la pointe acérée transperce la membrane cellulaire et permet d'accéder au potentiel intracellulaire.

- à la différence des enregistrements intracellulaires, ce sont les potentiels d'action de plusieurs cellules qui sont enregistrés lors d'un enregistrement extracellulaire. Pour différencier ces différentes cellules, il est nécessaire d'effectuer un spike sorting sur les signaux enregistrés.

Électrode extracellulaire, intracellulaire, juxtacellulaire…

## Échelle du signal mesuré
Électrode LFP versus extracellulaire…

## Nombre et organisation des électrodes
Utilisation d’électrodes multiples, dans les cas des électrodes extracellulaires, du patch…
Dans le cas extracellulaire : tétrodes, silicone probes…